# Zelkova sicula
Espèce
Statut de conservation UICN

 CR  : 
En danger critique
Zelkova sicula, le zelkova de Sicile, est une espèce de plantes à fleurs dicotylédone de la famille des Ulmaceae, endémique de la Sicile et découverte par hasard en 1991 par deux étudiants de la Faculté forestière de l'Université de Florence, Gaetano Di Pasquale et Giuseppe Garfì.
C'est un arbuste pouvant atteindre de 2 à 3 mètres de haut, dont il subsiste qu'une population relictuelle dans le sud-est de la Sicile. C'est une espèce menacée par la disparition progressive de son habitat naturel et classée depuis 1998 dans la liste rouge de l'UICN comme « espèce en danger critique d'extinction » (CR).

## Description

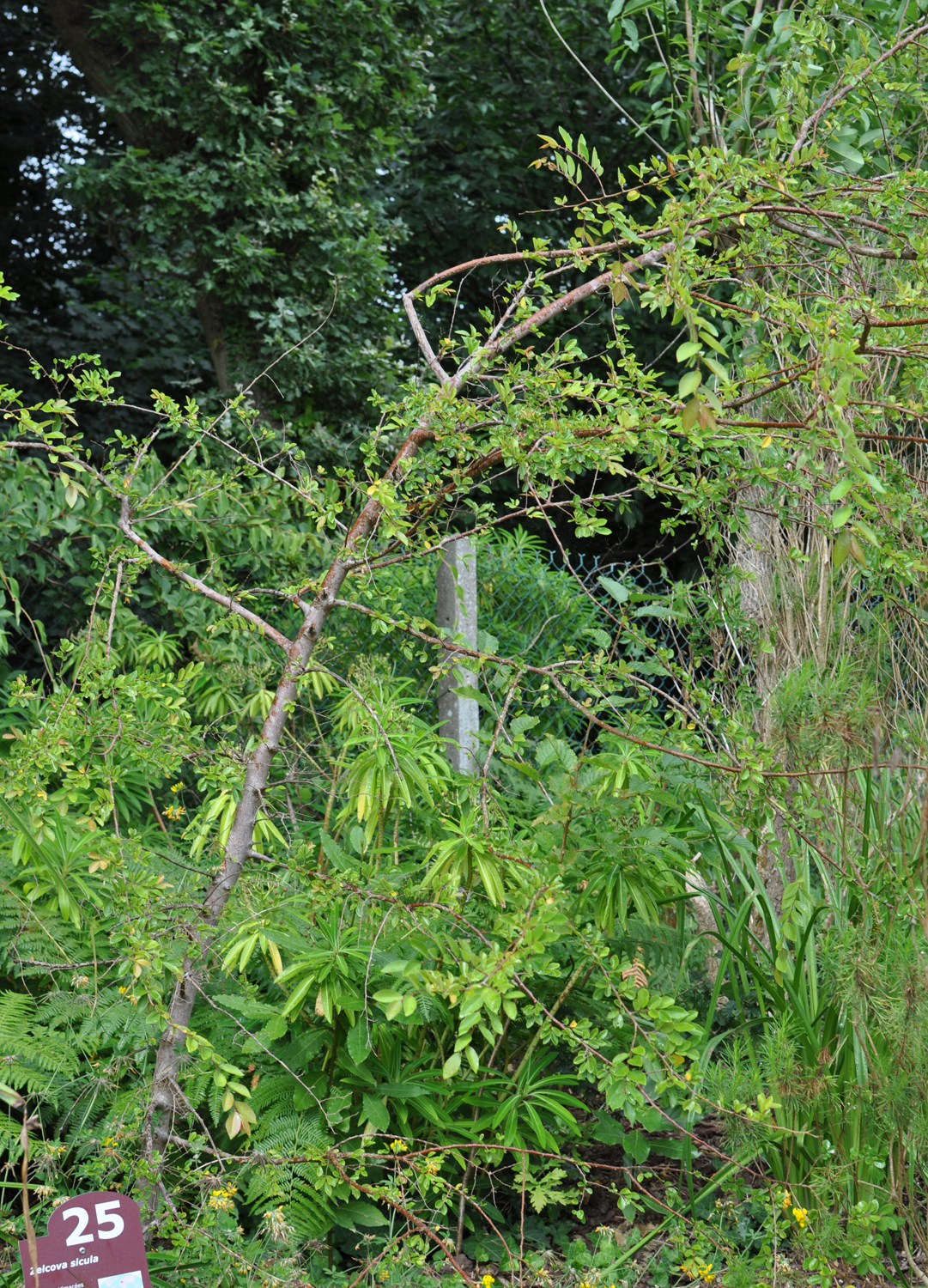
Port de l'arbuste (Conservatoire botanique national de Brest).

Le zelkova de Sicile est un arbuste à feuilles caduques pouvant atteindre de 2 à 5 mètres de haut pour un diamètre de tronc de 8 cm maximum. Morphologiquement, cette espèce de Zelkova est comparable à la morphologie de Zelkova abelicea (géographiquement situé en Crète),. Sa taille adulte naturelle n'est pas connue, étant donné que tous les exemplaires existants ont été intensément broutés par les chèvres, ce qui a limité leur croissance. Ainsi, il est rare de trouver des Zelkova de cette espèce dépassant les 2 m. 
Les feuilles, alternes, sont ovales, longues de 1 à 5 cm sur 0,5 à 3,5 cm de large, avec un court pétiole de 1 à 4 mm de long ; les bords du limbe foliaire sont lobés, avec 6 à 8 lobes de chaque côté,, coriaces, avec une pilosité particulière (dense avec des poils courts et inégaux suivant les nervures sur la face inférieure de la feuille). Comme pour le Zelkova abelicea, les feuilles ont la particularité d'être arrondies avec très peu de lobes sur un cinquième à un quart de la circonférence. Ceci les distingue des autres Zelkova. En revanche, le bout des feuilles de Zelkova sicula présente une petite pointe blanchâtre et qui permet de la distinguer de Zelkova abelicea.
L'écorce, qui s'exfolie par plaquettes, est de couleur grise-brunâtre. Sur les jeunes tiges, la couleur de l'écorce est plutôt grise et l'aspect est plus lisse. La souche est traçante, vivace et épaisse avec peu de rejets de souches.

## Distribution et habitat
L'unique population existante de Zelkova sicula, découverte en 1991, se trouve sur le versant septentrional des monts Hybléens, dans le sud-est de la Sicile. Elle compte 200 à 250 individus dans deux stations, l'une dans le bois Pisano, chênaie d'environ un demi-hectare qui croît à une altitude de 450 m, à proximité de Buccheri, et l'autre dans la zone de Melilli, toutes deux dans la province de Syracuse.
Cette population est supposée constituer une colonie clonale, dérivant d'un seul ou tout au plus d'un très faible nombre d'individus distincts. La zone où se trouvent les Zelkova est humide pour la Sicile (1000-1100 mm), notamment du fait de brouillards fréquents. L'inclinaison est de 20% environ et le sol composé de coulées de basaltes holocènes. Enfin, les besoins d'ordre écologique semblent différer entre l'espèce sicilienne et l'espèce crétoise pourtant proche morphologiquement (Zelkova abelicea).

### Origines de l'espèce
Le genre Zelkova est apparu au Groenland lors de l'Eocène pour apparaître dans d'autres régions de l’hémisphère nord durant l'Oligocène. C'est lors du Miocène que Zelkova est le plus fréquent. L’Italie péninsulaire a eu sa population de Zelkova qui s'est éteinte il y a 31000 ans. Les restes observés de Zelkova péninsulaire montrent de fortes similitudes avec l'espèce sicilienne. Les nombreuses similitudes de Zelkova sicula avec Zelkova abelicea peuvent laisser envisager une introduction de l'espèce crétoise en Sicile par les grecs au cours de l'antiquité. Les différences morphologiques restent trop importantes pour accorder de l'importance à cette hypothèse.

### Phytosociologie
Les espèces de plantes qui poussent avec Zelcova sicula sont: Quercus suber, Olea europaea, Calicotome spinosa, Pyrus amygdaliformis, Sarcopoterium spinosum, Cistus salviifolius, Euphorbia characias, Asparagus albus, Smilax aspera et non loin Platanus orientalis ainsi que Eupherbia dendroides.

## Conservation
Zelkova sicula est considérée par l'Union internationale pour la conservation de la nature (IUCN) comme espèce en danger critique d'extinction (CR), et a été classée dans la liste des cinquante espèces botaniques les plus menacées des îles méditerranéennes.
Son habitat naturel est constitué de forêts tempérées et végétation arbustive méditerranéenne. Elle est menacée par la perte de son habitat naturel, imputable à la surexploitation de l'ancienne forêt de chênes-lièges (exploitation forestière, pâturage et récolte du liège), ainsi qu'à la succession de plusieurs saisons de sécheresse importante,.
L'arbuste est considéré comme ayant un intérêt remarquable pour la conservation de l'héritage évolutif de la biodiversité. Il existe un projet de restauration de la population relictuelle, financé par le ministère de l'Environnement, de la Protection du territoire et de la Mer et mis en œuvre par la Direction régionale des forêts domaniales, Legambiente et l'institut de Génétique végétale du Conseil national de la recherche (CNR) de Palerme. Ce projet s'est inscrit dans le contexte du « Compte à rebours 2010 », campagne d'initiatives lancée par l'IUCN pour lutter contre la perte de biodiversité.
La plante a été reconnue comme espèce protégée par décret du président de la région sicilienne du 27 mai 2013.
Cette espèce est cultivée « ex-situ » au Jardin botanique de l'université de Catane, à l'arboretum Monna Giovannella de l'université de Florence, au Jardin botanique de l'Université de Fribourg et au Conservatoire botanique de Brest.